# ジェイミー・ウェイレット
ジェイミー・ウェイレット（Jamie Waylett、1989年7月21日）は、イギリスロンドン出身の俳優。ハリーポッターシリーズの映画6本に、ビンセント・クラッブ役として出演している。

## 不祥事
17歳の時にコカイン乱用経験があり、2009年4月7日大麻所持が見つかり 、同年7月9日、大麻所持容疑で逮捕された 。2009年7月7日には母親の自宅で大麻を育てていたことが発覚。
2011年8月のイギリス暴動に加わり他人から手渡された盗品のスパークリングワインを飲むなど略奪行為に関与したとして、2012年3月に禁錮2年の判決が言い渡された。
出所後は俳優に復帰せず、近年では個人向け動画サービス「Cameo/カメオ」で活動。

## 出演作品
- ハリー・ポッターと賢者の石
- ハリー・ポッターと秘密の部屋
- ハリー・ポッターとアズカバンの囚人
- ハリー・ポッターと炎のゴブレット
- ハリー・ポッターと不死鳥の騎士団
- ハリー・ポッターと謎のプリンス